# دانشگاه مطالعات خارجی هانکوک
دانشگاه مطالعات خارجی هانکوک (انگلیسی: Hankuk University of Foreign Studies; کره‌ای: 한국외국어대학교; به صورت اختصاری: HUFS) یک دانشگاه خصوصی پژوهشی در سئول، کره جنوبی است. اچ‌یواف‌اس همواره به عنوان یکی بهترین دانشگاه‌های کره جنوبی رتبه‌بندی می‌شود. این دانشگاه در حال حاضر ۴۵ زبان خارجی را تدریس می‌کند. علاوه بر آن، مطالعات علوم انسانی، حقوق، علوم اجتماعی، تجارت، علوم پزشکی، علوم طبیعی و مهندسی را در بر می‌گیرد.